# 32062 Amolpunjabi
32062 Amolpunjabi è un asteroide della fascia principale. Scoperto nel 2000, presenta un'orbita caratterizzata da un semiasse maggiore pari a 2,3291502 UA e da un'eccentricità di 0,1143777, inclinata di 2,35688° rispetto all'eclittica.